# 40 Draconis
40 Draconis är en orange stjärna i huvudserien som ligger i stjärnbilden Draken.
40 Dra har visuell magnitud +5,94 och är svagt synlig för blotta ögat vid god seeing. Den befinner sig på ett avstånd av ungefär 235 ljusår.